# Ad libitum
Ad libitum (förkortas ofta som ad lib) är en term som översatt från latin betyder efter behag, efter eget skön eller efter godtycke. Den används bland annat musik, psykologi, medicin och biologi. I Danmark används uttrycket ofta om mat och dryck, oftare om dryck till middagar, men numera också om middagar där man får äta så mycket man vill. Musiktermen Ad libitum anger att instrumenteringen är valfri samt att framförande musiker själv fritt kan välja tempo. Inom jazzen och populärmusiken innebär Ad libitum en uppmaning till musikern att improvisera.